# Rhaphidostichum pustulatum
Rhaphidostichum pustulatum là một loài rêu trong họ Sematophyllaceae. Loài này được Hoe mô tả khoa học đầu tiên năm 1973.